# Lamprosema brunnescens
Lamprosema brunnescens là một loài bướm đêm trong họ Crambidae.